# Šťastni spolu
Šťastni spolu (kantonsky 春光乍泄, Chun gwong cha sit, angl. Happy Together) je čínsko-hongkongský hraný film z roku 1997, který režíroval Wong Kar-wai podle vlastního scénáře. Středobodem filmu je turbulentní vztah dvou čínských imigrantů v Argentině. Snímek měl světovou premiéru na Mezinárodním filmovém festivalu v Cannes dne 17. května 1997. Snímek v ČR vyšel na DVD v roce 2011.

## Děj
Ho Po-Wing a Lai Yiu-fai jsou gayové, kteří společně odjeli z Hongkongu do Argentiny. Pár si od své cesty do Argentiny slibuje obnovení svého vztahu a zůstávají v Buenos Aires. Nicméně oba muži jsou charakterově velmi odlišní, takže k napětí mezi nimi dochází i v Argentině. Zatímco Lai je tichý a chce vést v Argentině zodpovědný život, takže si najde práci, Ho je impulzivní a extrovertní a nepokouší se o udržení monogamního vztahu. Jejich vztah nakonec ztroskotá a Lai se vrací zpátky do Hongkongu zatímco Ho zůstává v Argentině.

## Obsazení
| Leslie Cheung | Ho Po-wing  |
| Ho Po-wing    | Lai Yiu-fai |
| Chen Chang    | Chang       |

## Ocenění
- Režisér Wong Kar-wai byl nominován na Zlatou palmu